# Сити Юнивърсити, Сиатъл
Сити Юнивърсити Сиатъл (на английски: City University of Seattle) е университет в град Сиатъл, щата Вашингтон, САЩ.
Университетът има международни сътрудничества с академични институции в Канада, Мексико, Китай, Австралия и Европа (Словакия, Чехия, Швейцария, Гърция, Румъния и България).

## Сътрудничество с Международното висше бизнес училище в Правец
Тъй като чуждестранни университети нямат право да откриват свои филиали в България, Сити Юнивърсити, Сиатъл предлага съвместно обучение в страната чрез акредитираното Международно висше бизнес училище, Ботевград, в неговите учебни бази в Правец (за бакалавърските програми) и в София (за магистърската програма).
Студентите в Правец завършват образованието си, като придобиват образователна степен бакалавър по „Бизнес администрация“. Те имат възможност да изберат, след втората година в програмата, една от следните 4 специализации с бизнес насоченост – „Маркетинг“, „Мениджмънт“, „Електронна търговия“ или „Управление на информационни технологии“.